# Fazekas Mihály
Fazekas Mihály (Debrecen, 1766. január 6. – Debrecen, 1828. február 23.) magyar költő, botanikus.

## Élete
1766. január 6-án született jómódú debreceni kézműves polgárcsaládban. Apja állatorvos és gyógykovács volt. Iskoláit szülővárosában kezdte; 1779-ben befejezte a gimnázium 6. osztályát. 1781. április 20-án a Debreceni Református Kollégium hallgatói közé lépett; tanára volt P. Szathmáry István, Hatvani István, Varjas János és Sinai Miklós. Azonban valami mellőztetés miatt összezördült tanáraival, és 1782. április 16-án beállt az I. úgynevezett Császárhuszár-ezredbe önkéntes közhuszárnak, és Galíciában szolgált.
1788-tól II. József császár seregében a török elleni háborúban harcolt. 1789-ben előléptették tisztnek, és hadnagyként folytatta a háborút. 1790-ben ezrede kisegítő erőként volt jelen Moldvában az osztrák−török−orosz háborúban. 1793−96-ban részt vett a francia háborúban, s a napóleoni hadjáratok során eljutott Franciaországba, Dél-Németalföldre, Hollandiába, Németországba. 1796-ban ismét előléptették, ezúttal főhadnaggyá, de erről a tisztségről nem sokkal később lemondott.
Ugyanebben az évben visszatért szülővárosába, Debrecenbe. Visszavonultan élt, kertészkedett, gazdálkodott, emellett verseket írt, és mint városi és kollégiumi pénztárnok hivatalnokoskodott. Megírta a Lúdas Matyi első változatát, majd később átdolgozta és kiadta Bécsben. Különösen szerette a botanikát. A füvészetre Földi János és sógora, Diószegi Sámuel buzdította. 1807-ben jelent meg a Diószegi Sámuellel együtt írt Magyar Füvészkönyv, az első magyar nyelvű tudományos botanikai rendszerezés és növényhatározó.
1806-tól a városi közélet aktív tagja, a kollégium s a város pénztárosa, esküdt, majd a polgárság kapitányává választották. 1808-tól a debreceni református egyház megbízásából intézte az 1802-ben leégett gótikus templom helyén épülő Nagytemplom építkezési munkálatait, amelynek egyik irányítójává, gondnokává is megválasztották. A debreceni körnek is tagja volt; Csokonai Vitéz Mihály csaknem mindennapos volt Fazekas házánál, és Kazinczy Ferenccel is jó barátságban volt, leveleztek is. Kazinczy Csokonai munkáinak kiadásánál Fazekast választotta maga mellé szerkesztőtársnak; az ebből keletkezett Árkádia-perben, amely a Hazai és Külföldi Tudósításokban évekig tartott, a debreceni közvéleményt Fazekas képviselte, s ő harcolt a lapban Kazinczy ellen, habár névtelenül. Fábián Gábor szerint a Mondolat megírásában is volt része. 1819-ben indította és haláláig szerkesztette a Debreceni Magyar Kalendáriumot. Prózafordításokat, tudomány-népszerűsítő cikkeket közölt, és verseket is írt a Kalendárium számára. Utolsó éveiben sokat betegeskedett, a katonaság okozta csúzos bántalmakhoz még makacs gyomorbaj is járult. Végül 1828-ban súlyos tüdőbajban hunyt el Debrecenben.

## Munkássága

### Költészete
Fazekas korai költeményeinek témája a katonaélet. Saját élményeit fogalmazza meg mély humanizmussal. A Feltette hatalmas… és a Rajta vitéz!  című verseiben még a török elleni háború lelkes híve. Később az Egy véres ütközet estvéjén serkent gondolatok és az Egy férje elestén könyörgő özvegy versekben már  vérontástól iszonyodó szemléletét írja le.
Szerelmi lírája szintén katonaéveihez köthető. Verseiben, melyeket Ruszandához, egy román parasztlányhoz ír, a természetesség, közvetlen látásmód dominál. Élete nagy szerelméhez, Ámelihez írott költeményeiben is ez a természetesség dominál. A Ruszánda, moldvai szép, Az öröm tündérsége, Mint mikor a nap és Végbúcsú Ámelitől című költemények ennek legkézenfekvőbb példái.
Debrecenbe való visszatérte után költészete átalakult, úgynevezett természetlírájában az évszakok váltakozása, a természet gazdagsága van jelen. 1824-ben írta A tavaszhoz és a Nyári esti dal című költeményeit, melyek kiemelkedő alkotásai a magyar természetlírának. Természeti költészetében kitisztult zsenisége mellett felfedezhető a berzsenyis ódai hang, az anakreoni könnyedség, valamint a népies tónus is. Ezt a népies jellegzetességet tudatosan vállalta Az én poézisom című költeményében.
Csokonai 1805-ös halála után keletkezett verseiben a gondolatiság, a felvilágosodás eszmevilága uralkodik.
Nincs nyoma annak, hogy saját költői életművét szerette volna összegyűjteni és kiadni, ezért úgy halt meg, hogy kortársai közül csak kevesen ismerték. Verseit Lovász Imre adta ki 1836-ban Fazekas Mihály versei címen.

## Művei

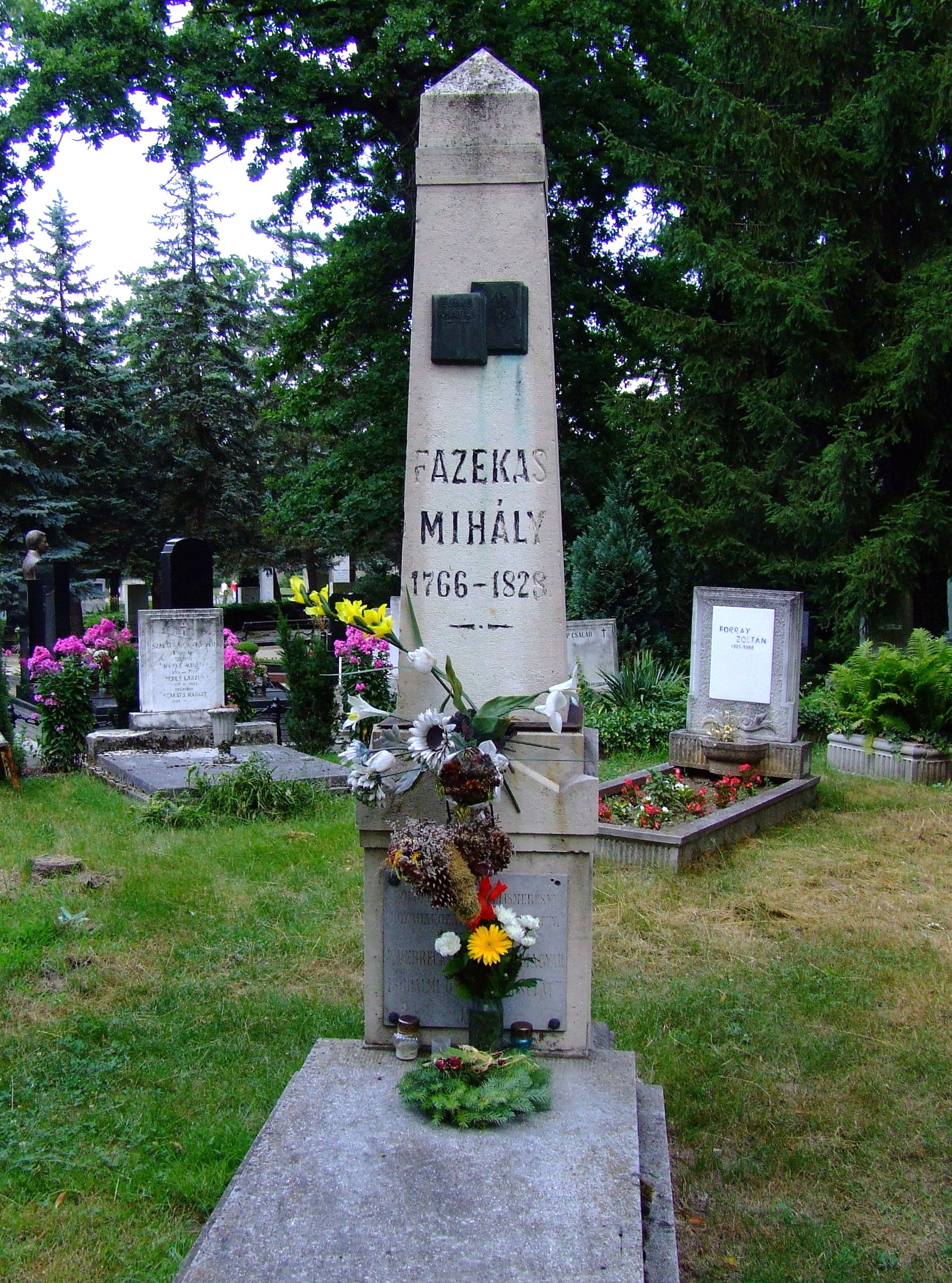
Fazekas Mihály sírja Debrecenben

Fazekas indította el a Debreceni kalendáriumot, amelyet haláláig szerkesztett; itt közölte néhány versét, F. M. aláírással.
- Magyar füvészkönyv, mely a két magyar hazában találtatható növényeknek megismerésére vezet, a Linné alkotmánya szerént. Debrecen, 1807. Két rész., Diószegi Sámuellel dolgozta ki.
- Orvosi füvész-könyv mint a magyar füvészkönyv praktikai része. Debrecen, 1813. – Neve ugyan nem fordul elő a címlapon, azonban, hogy neki is része volt benne, nem kétséges, mert ez kitűnik az előző mű előszavából. E két munka megalkotta a magyar botanika nomenklaturáját, fölhasználva a népies elnevezéseket, és ha szükséges volt, alkotott ugyan új neveket, de mindig népies gyökökből vagy népies észjárásból és a növény tulajdonságaiból merítve.
- Lúdas Matyi, egy eredeti magyar rege négy levonásban. Mi ezen Ludasnak az ára? Ő biz az apja Lelkének sem alább hármát, egy kurta forintnál. – Az első kiadás 1815-ben jelent meg Bécsben, a szerző tudta nélkül. Fazekas 1815. november 15-én levelet küldött a kiadónak, amelyben tudatta, hogy a Lúdas Matyit még 1804-ben írta ugyan, de miután az 1805-ben Kazinczy tetszését nem nyerte el, nem szánta kiadásra. Ekkor újra átdolgozta, és 2., javított  kiadásként jelent meg 1817 júniusában, F. M. kezdőbetűkkel a címlapon, 8 rét egy íves füzetben négy fametszettel, rajzolt borítékkal és 36 koronáért árulták. Minden ebből bejövendő pénzt, mint a mellé ragasztott híradás tudtul adta, a kiadó a szombathelyi és körmendi tűzkárosultak segélyezésére fordította. A 3. kiadás 1831-ben Budán jelent meg. Ezután sok kiadást ért, és a ponyvára kerülve eljutott a nép közé.
- Csillag óra, melyből a ki a jelesebb álló csillagokat esmeri, az esztendőnek minden tiszta éjjelén és annak minden részeiben, megtudhatja, hány óra és fertály légyen. Debrecen, 1826.
- Fazekas Mihály versei. Összegyűjtötte Lovász Imre. Pest, 1836.
- Fazekas Mihály írta az evangélikus reformátusok énekeskönyvében a 127. éneket. Versei közül még életében megjelent egy a Hébében (1825.), és halála után Ináncsi Pap Gábor többet közölt a Koszorúban (1830.); ismeretlen verseit kiadta Mátray Lajos, Fazekas élete és munkáiban (Debrecen, 1888.), aki több idegen költeményt is neki tulajdonított.
- Levelei Debrecenből Kazinczy Ferenczhez, 1805. aug. 20. (Kazinczy Levelezése III.), Kerekes Ferenchez 1815. nov. 24. (Delejtű 1859. 286. l.), Fodor Gerzsonhoz 1826. ápr. 22. a Figyelőben (V. 1878.).

## Emlékezete
- 1965. Magyar Rádió, Kemény Egon – Erdődy János: „A messzetűnt kedves” Történelmi daljáték. Történik: 1791-ben, 1793-ban, 1827-ben. Színhely: Debrecen; egy francia kisváros; Érmelléki szőlő. Szereplők: Fazekas Mihály – Simándy József/Darvas Iván, Pálóczi Horváth Ádám – Palócz László/Láng József, Ámeli – László Margit/Domján Edit, Julika – Andor Éva/Örkényi Éva. Zenei rendező: Ruitner Sándor. Rendezte: László Endre. A Magyar Rádió Szimfonikus Zenekarát Bródy Tamás vezényelte, közreműködött a Földényi kórus.
- 2001-ben a Magyar Nemzeti Bank emlékpénzérme sorozatot jelentetett meg, ifj. Szlávics László tervei alapján, A magyar ifjúsági irodalom alakjai címmel. A 200 forintos címlettel készült emlékérmék egyikén Fazekas Mihály: Lúdas Matyi című művének illusztrációja látható.
- Egykori lakóháza a mai Piac u. 58. sz. alatti ház helyén állott. Az emléktáblát Tóth Árpád apja, Tóth András, a neves szobrászművész készítette. Az emléktáblán hat ovális domborművön 5 jelenet található a Lúdas Matyiból, egy másik pedig Fazekast és Csokonait ábrázolja borozgatás közben.
- Nevét viseli a Budapesti Fazekas Mihály Gyakorló Általános Iskola és Gimnázium és a debreceni Fazekas Mihály Gimnázium.